# Pico do Vento
Pico do Vento és un muntanya a la part oriental de l'illa de São Vicente a Cap Verd. La seva elevació és de 434 m. Està situat al sud de la vall de Ribeira do Calhau, 12 km al sud-est de la capital de l'illa Mindelo.